# Taco (culinária)
Taco é uma comida típica do México, popular também nos Estados Unidos, feita com massa fina de milho frita chamada de tortilla, que é moldada no formato de uma concha para receber um recheio. Acredita-se que tenha sido inventado pelo imperador asteca Monteczuma. O milho é a base da culinária mexicana desde antes da colonização espanhola.
Os restaurantes de fast-food do México servem o taco mexicano (receita original). Este também transformou-se em um prato popular nos Estados Unidos, devido a proximidade territorial e o influxo do século XXI de imigrantes mexicanos. Contudo, há diferenças entre as receitas dos países. O taco  estadunidense, por exemplo, é frito em imersão, de modo que a massa fique moldada para receber o recheio, que é chamado de hard-shell (em português: "concha dura"). 

## História
Considera-se que taco foi inventado por Monteczuma, o quinto imperador asteca (1398 e 1469 d.C), que usava tortilla de milho redonda como colher. Posteriormente foi muito utilizada por trabalhadores do campo, que levavam comida enrolada em tortilla.